# Cucullia

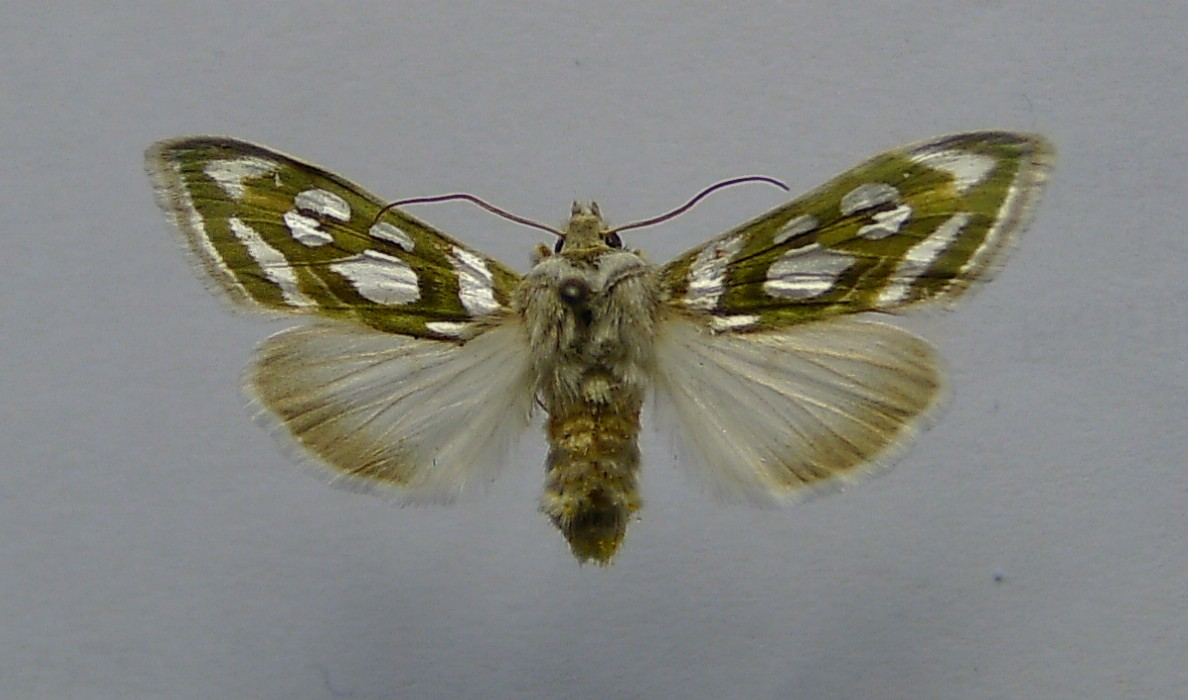
Cucullia argentea

Cucullia là một chi bướm đêm thuộc họ Noctuidae.

## Các loài
- Cucullia absinthii Linnaeus, 1761
- Cucullia achilleae Guenée, 1852
- Cucullia aksuana Draudt, 1935
- Cucullia albida Smith, 1894 (đồng nghĩa: Cucullia albicinerea (Smith, 1903))
- Cucullia albipennis Hampson, 1894
- Cucullia alfarata Strecker, 1898
- Cucullia amota Alphéraky, 1887
- Cucullia anthocharis Boursin, 1969
- Cucullia antipoda Strecker, 1877 (đồng nghĩa: Cucullia luteodisca Smith, 1909)
- Cucullia apo Ronkay, Varga & Hreblay, 1998
- Cucullia argentea Hufnagel, 1766
- Cucullia argentina Fabricius, 1787
- Cucullia argentivitta
- Cucullia artemisiae Hufnagel, 1766
- Cucullia asteris - Star-Wort Denis & Schiffermüller, 1775
- Cucullia asteroides Guenée, 1852
- Cucullia astigma Smith, 1894
- Cucullia balsamitae Boisduval, 1840
- Cucullia basipuncta Barnes & McDunnough, 1918
- Cucullia behouneki Hacker & Ronkay, 1988
- Cucullia bensi Agenjo, 1952
- Cucullia biornata Fischer von Waldheim, 1840
- Cucullia biradiata Kozhanchikov, 1925
- Cucullia biskrana Oberthür, 1918
- Cucullia boryphora Fischer von Waldheim, 1840
- Cucullia bubaceki Kitt, 1925
- Cucullia calendulae Treitschke, 1835
- Cucullia campanulae Freyer, 1831
- Cucullia capazi Agenjo, 1952
- Cucullia cemenelensis Boursin, 1923
- Cucullia chamomillae - Chamomille Shark Denis & Schiffermüller, 1775
- Cucullia charon Poole, 1995
- Cucullia chrysota
- Cucullia cineracea Freyer, 1841
- Cucullia citella Ronkay & Ronkay, 1988
- Cucullia comstocki (McDunnough, 1937)
- Cucullia convexipennis Grote & Robinson, 1868
- Cucullia cucullioides Barnes & Benjamin, 1923
- Cucullia dammersi (McDunnough, 1935)
- Cucullia dimorpha Staudinger, 1896
- Cucullia dorsalis Smith, 1892
- Cucullia dracunculi Hübner, 1813
- Cucullia draudti Boursin, 1942
- Cucullia duplicata Staudinger, 1882
- Cucullia eccissica Dyar, 1919
- Cucullia elongata Butler, 1880
- Cucullia embolina Püngeler, 1906
- Cucullia eucaena Dyar, 1919
- Cucullia eulepis Grote, 1876
- Cucullia eumorpha Alphéraky, 1893
- Cucullia eurekae Poole, 1995
- Cucullia florea Guenée, 1852 (đồng nghĩa: Cucullia obscurior Guenée, 1852)
- Cucullia formosa Rogenhofer, 1860
- Cucullia fraterna Butler, 1878
- Cucullia fraudatrix Eversmann, 1837
- Cucullia fuchsiana Eversmann, 1837
- Cucullia galleti Rungs, 1972
- Cucullia generosa Staudinger, 1889
- Cucullia gnaphalii Hübner, 1813
- Cucullia graeseri Püngeler, 1901
- Cucullia gricescens Leech, 1900
- Cucullia hannemanni Varga, 1976
- Cucullia hartigi Ronkay & Ronkay, 1988
- Cucullia heinickei Boursin, 1968
- Cucullia heinrichi Barnes & Benjamin, 1924
- Cucullia hemidiaphana Graeser, 1892
- Cucullia hostilis Boursin, 1934
- Cucullia humilis Boursin, 1942
- Cucullia hutchinsoni
- Cucullia implicata Ronkay & Ronkay, 1987
- Cucullia improba Christoph, 1885
- Cucullia incresa Smith, 1910 (đồng nghĩa: Cucullia jemezensis Dyar, 1922)
- Cucullia inderiensis Herrich-Schäffer, 1855
- Cucullia infernalis Boursin, 1942
- Cucullia intermedia Speyer, 1870
- Cucullia jakesi Ronkay & Ronkay, 1988
- Cucullia jankowskii Oberthür, 1884
- Cucullia khorassana Brandt, 1941
- Cucullia kurilullia Bryk, 1942
- Cucullia lactea Fabricius, 1787
- Cucullia lactucae Denis & Schiffermüller, 1775
- Cucullia laetifica Lintner, 1875
- Cucullia ledereri Staudinger, 1892
- Cucullia lethe Poole, 1995
- Cucullia lilacina Schaus, 1898
- Cucullia lindei Heyne, 1899
- Cucullia lucifuga Denis & Schiffermüller, 1775
- Cucullia luna Morrison, 1875
- Cucullia macara Rebel, 1947
- Cucullia maculosa Staudinger, 1888
- Cucullia magnifica Freyer, 1839
- Cucullia mandschruriae Oberthür, 1884
- Cucullia maracandica Staudinger, 1888
- Cucullia marci Ronkay & Ronkay, 1988
- Cucullia marmorea Boursin, 1942
- Cucullia mcdunnoughi Henne, 1940
- Cucullia melanoglossa Berio, 1934
- Cucullia melli Boursin, 1942
- Cucullia mixta Freyer, 1841
- Cucullia montanae Grote, 1882
- Cucullia naruenensis Staudinger, 1879
- Cucullia nigrifascia Hampson, 1894
- Cucullia nokra Rungs, 1952
- Cucullia omissa Dod, 1916
- Cucullia opacographa Ronkay & Ronkay, 1986
- Cucullia oribac Barnes, 1904
- Cucullia palidistria
- Cucullia papoka Ronkay & Ronkay, 1986
- Cucullia perforata Bremer, 1864
- Cucullia petrophila Ronkay, Varga & Hreblay, 1998
- Cucullia phocylides Druce, 1889
- Cucullia pittawayi Wiltshire, 1987
- Cucullia platinea Ronaky & Ronkay, 1987
- Cucullia postera Guenée, 1852
- Cucullia praecana Eversmann, 1844
- Cucullia propinqua Eversmann, 1842
- Cucullia pseudumbratica Boursin, 1942
- Cucullia pulla (Grote, 1881) (đồng nghĩa: Cucullia spauldingi (Barnes & Benjamin, 1922))
- Cucullia pullata Moore, 1881
- Cucullia pyrostrota
- Cucullia retecta Püngeler, 1901
- Cucullia retectina Ronkay & Ronkay, 1987
- Cucullia ruficeps
- Cucullia sabulosa Staudinger, 1879
- Cucullia santolinae Rambur, 1834
- Cucullia santonici Hübner, [1813]
- Cucullia scopariae Dorfmeister, 1853
- Cucullia scoparioides Boursin, 1942
- Cucullia serraticornis Lintner, 1874 (đồng nghĩa: Cucullia solidaginis (Strecker, 1874))
- Cucullia similaris J.B. Smith, 1892
- Cucullia spectabilisoides Poole, 1989
- Cucullia speyeri Lintner, 1874
- Cucullia splendida Stoll, 1782
- Cucullia strigata (Smith, 1892) (đồng nghĩa: Cucullia brucei (Smith, 1903), Cucullia ketchikana (Barnes & Benjamin, 1922))
- Cucullia styx Poole, 1995
- Cucullia subgrisea Ronkay & Ronkay, 1986
- Cucullia sublutea Graeser, 1892
- Cucullia syrtana Mabille, 1888
- Cucullia tanaceti Denis & Schiffermüller, 1775
- Cucullia tecca Püngeler, 1906
- Cucullia tescorum Püngeler, 1909
- Cucullia tiefi Tshetverikov, 1956
- Cucullia tosca Bang-Haas, 1912
- Cucullia tristis Boursin, 1934
- Cucullia turkestana Ronkay & Ronkay, 1987
- Cucullia umbistriga Alphéraky, 1892
- Cucullia umbratica - The Shark Linnaeus, 1758
- Cucullia verbasci -the Mullein moth
- Cucullia vicina Bang-Haas, 1912
- Cucullia virgaureae Boisduval, 1840
- Cucullia xeranthemi Boisduval, 1840
- Cucullia xerophila Ronkay, Varga & Hreblay, 1998

## Former species
- Cucullia dentilinea is now Dolocucullia dentilinea (Smith, 1899)
- Cucullia minor is now Dolocucullia minor (Barnes & McDunnough, 1913)
- Cucullia obtusa is now Supralathosea obtusa J.B. Smith, 1909

## Cucullia gallery

### Imagines

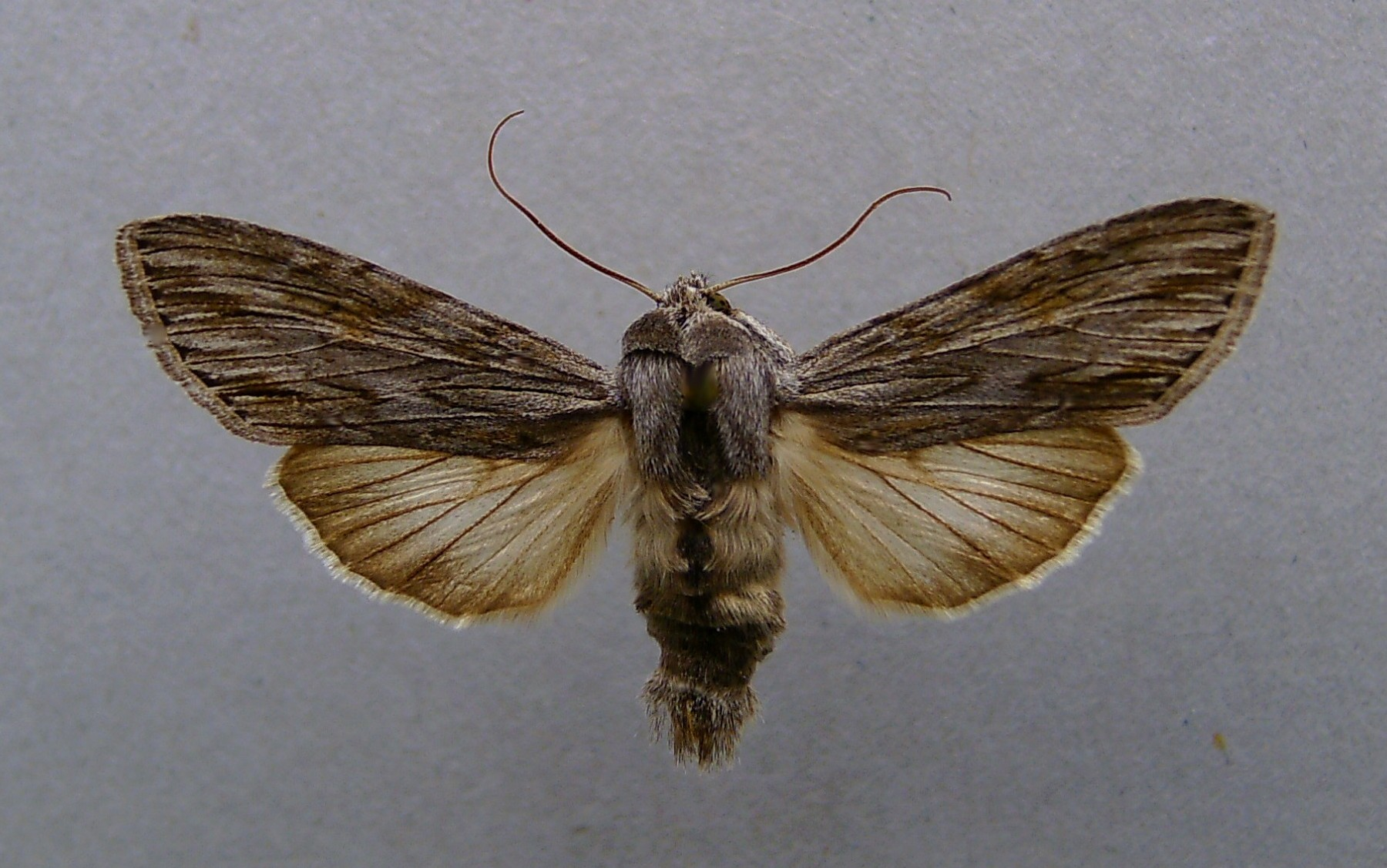
Cucullia lucifuga
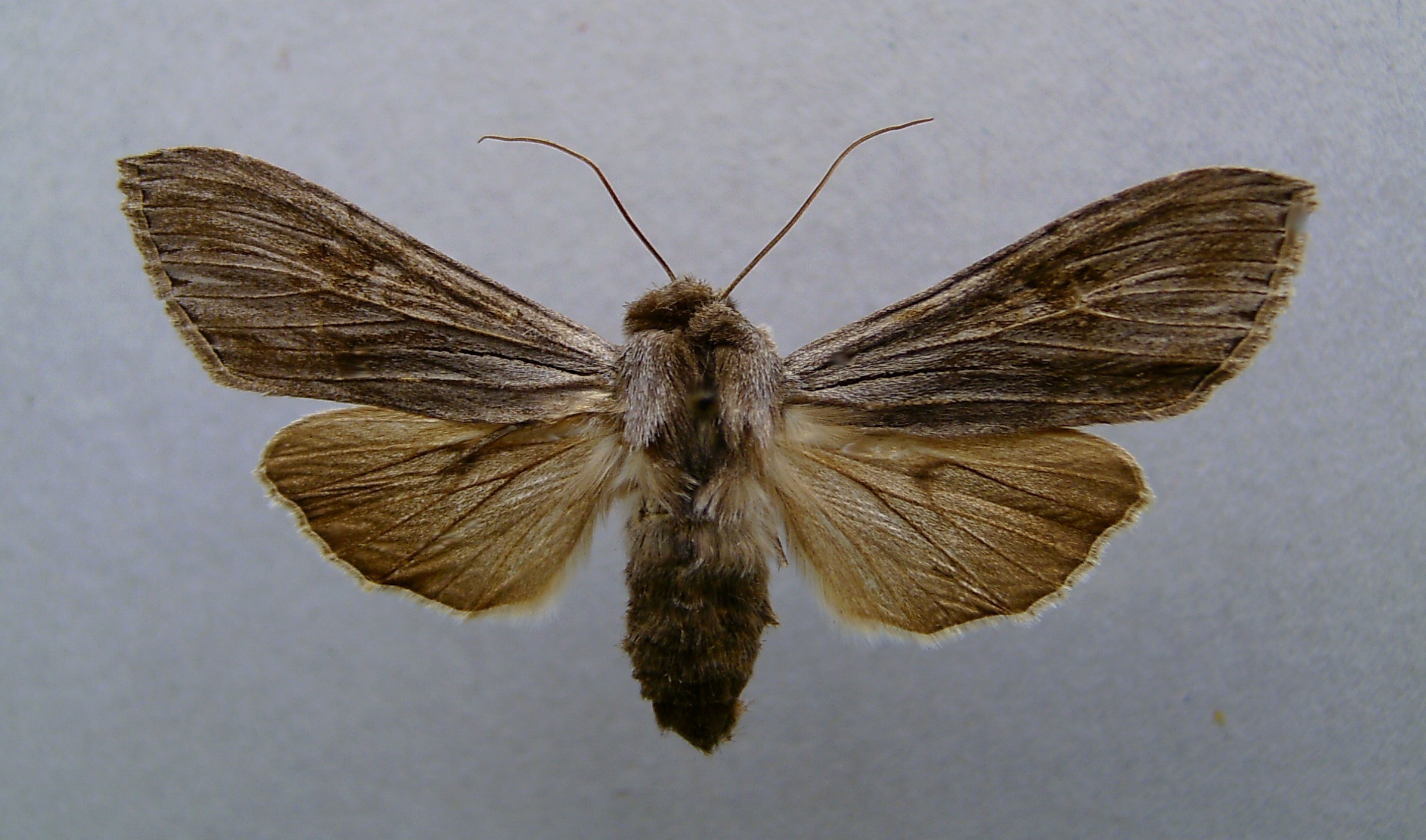
Cucullia lactucae
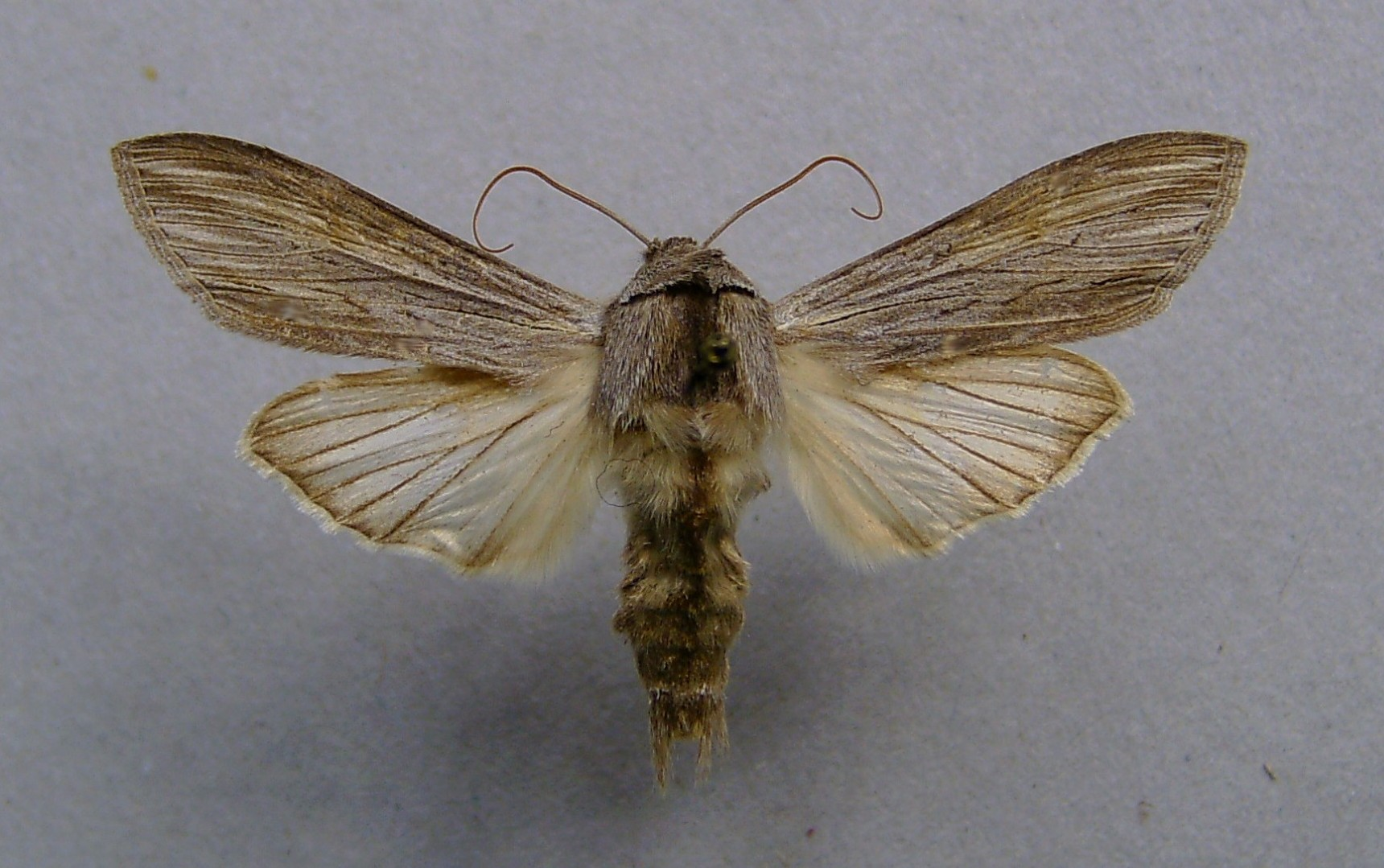
Cucullia umbratica
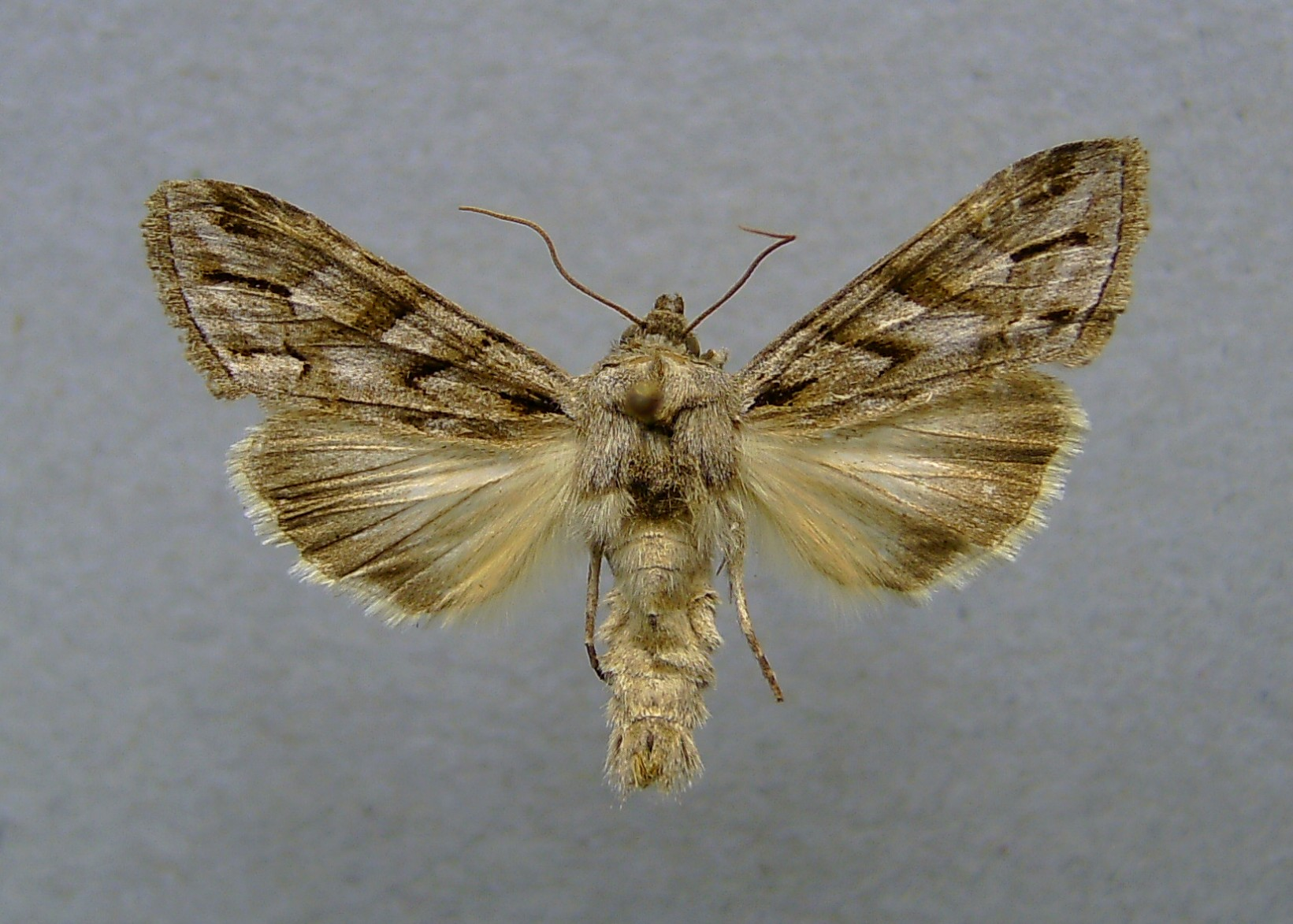
Cucullia fraudatrix
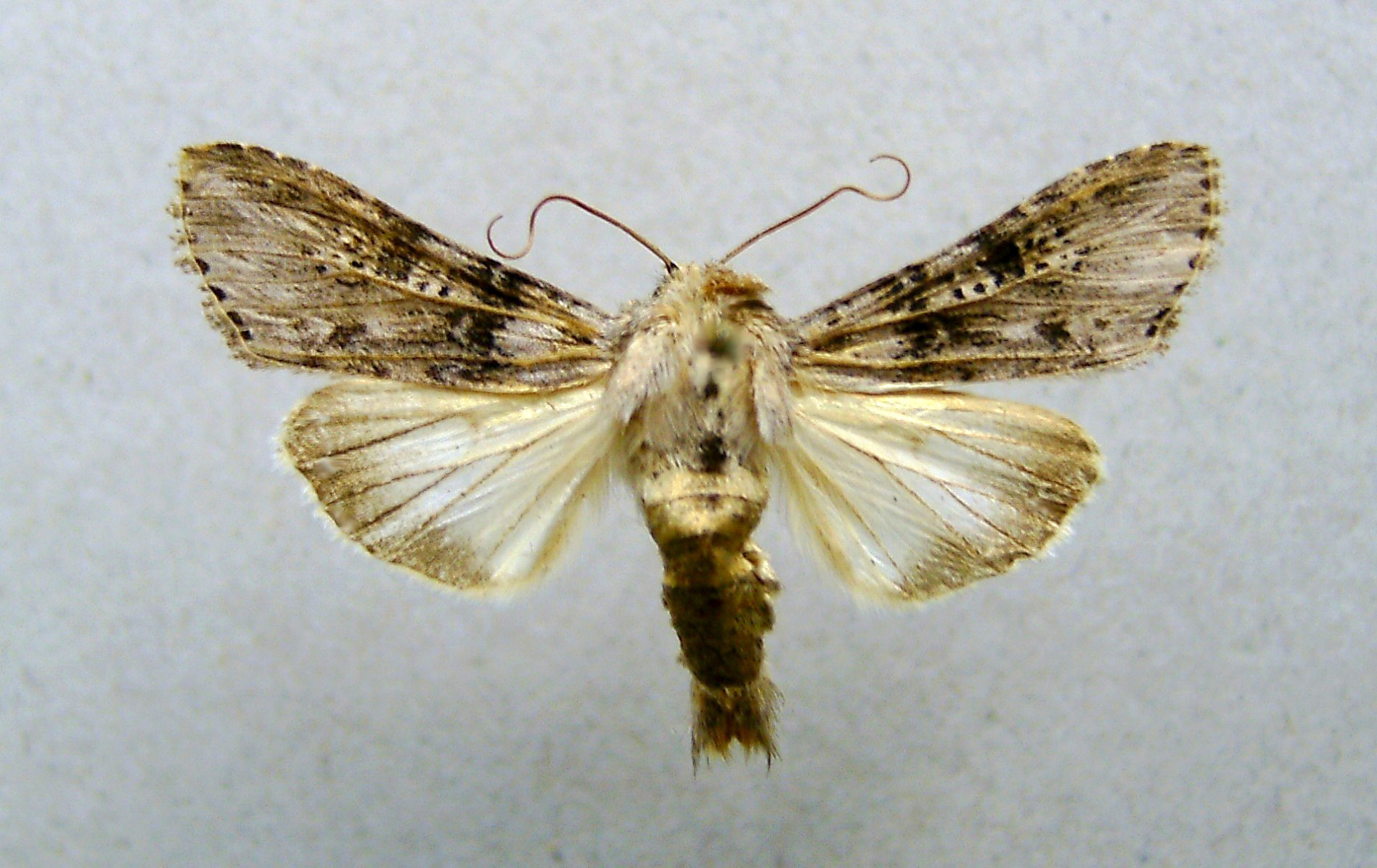
Cucullia absinthii
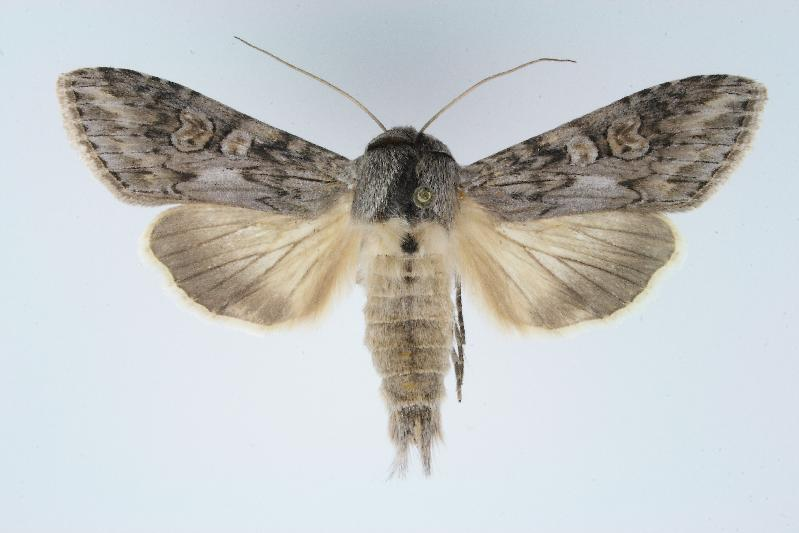
Cucullia artemisiae
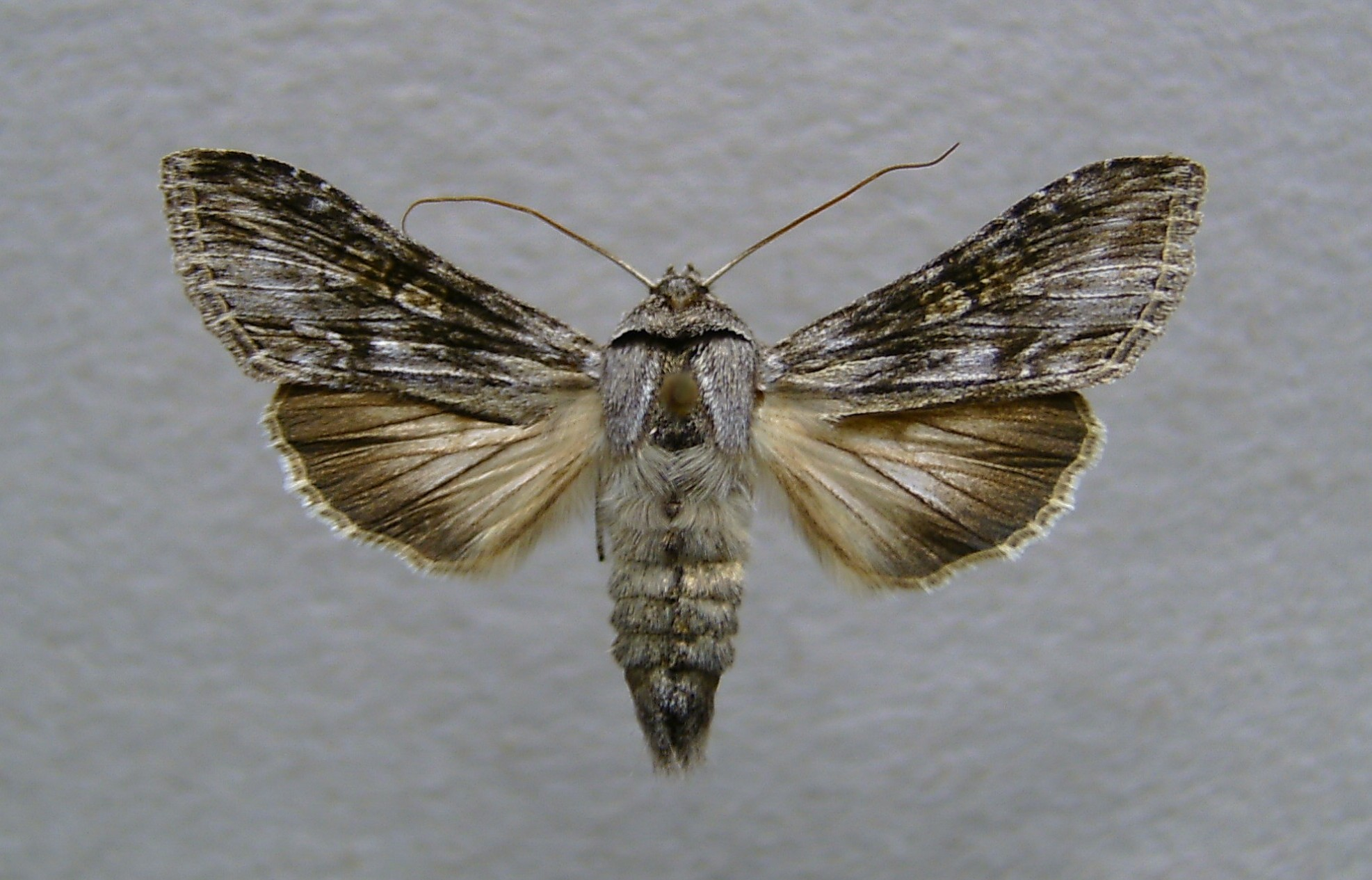
Cucullia xeranthemi
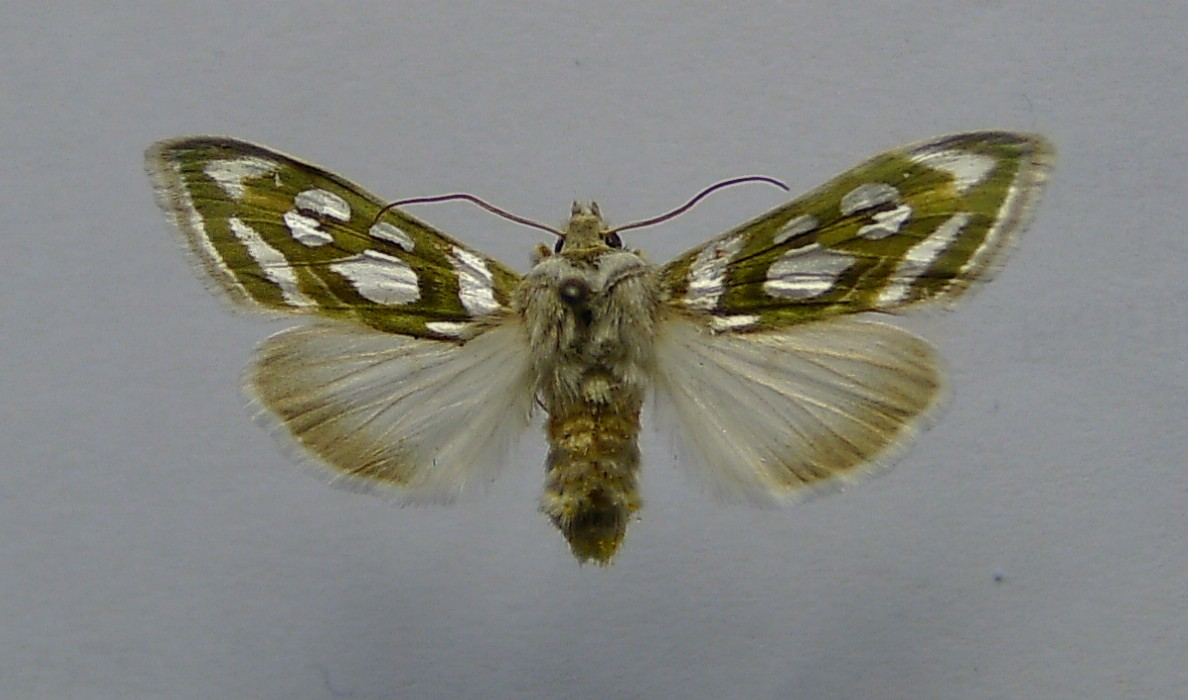
Cucullia argentea
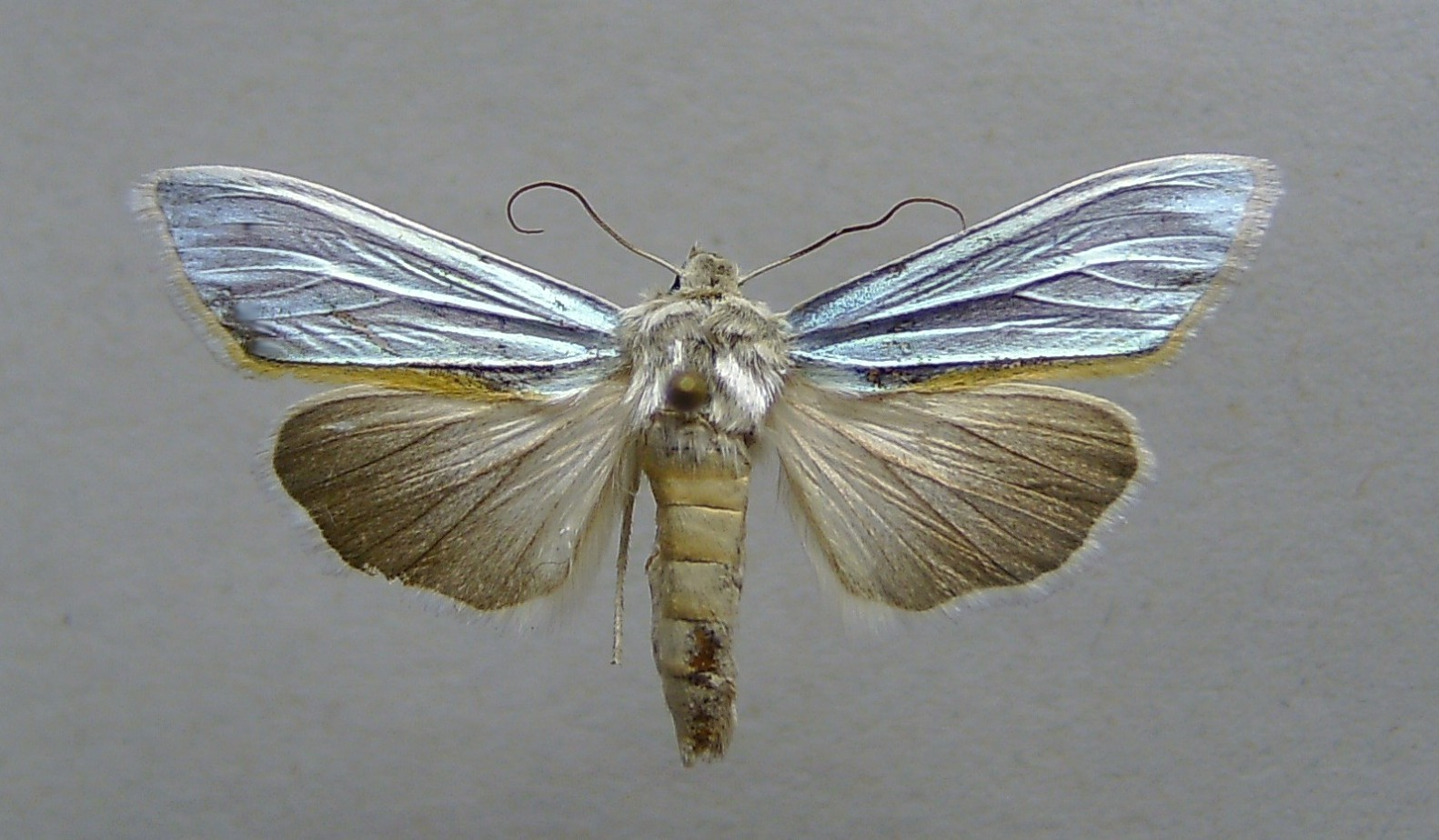
Cucullia splendida
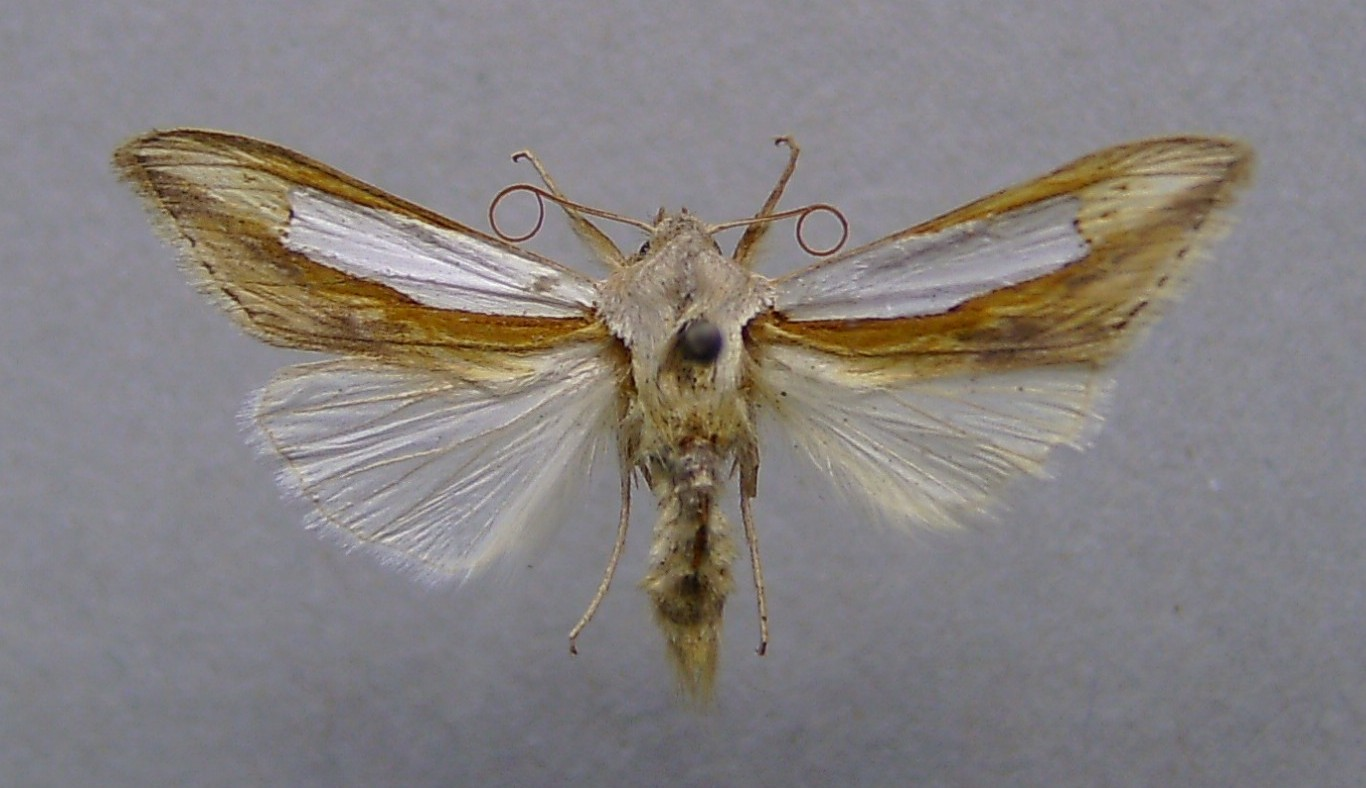
Cucullia argentina
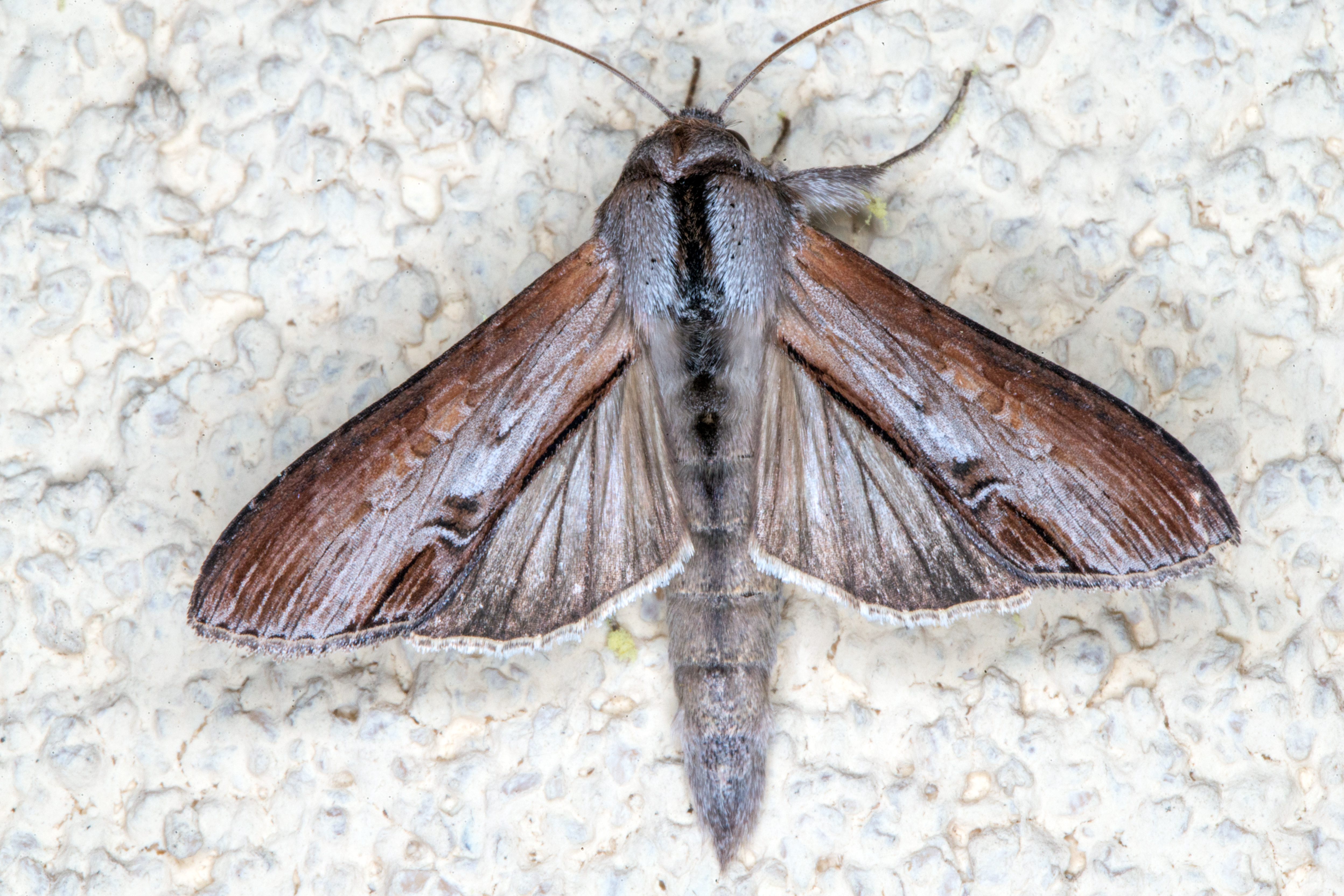
Cucullia asteris
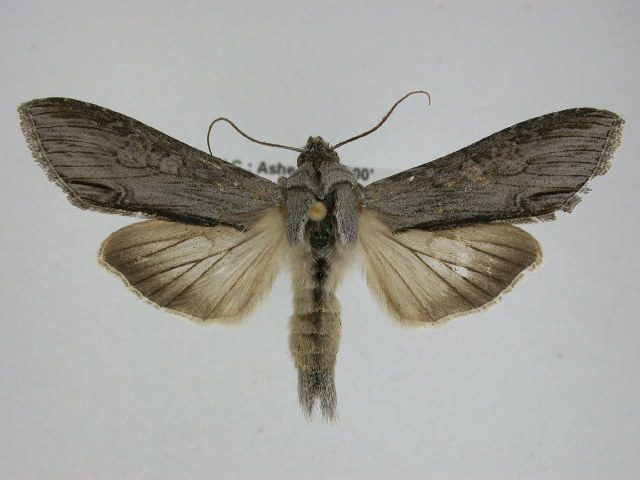
Cucullia postera
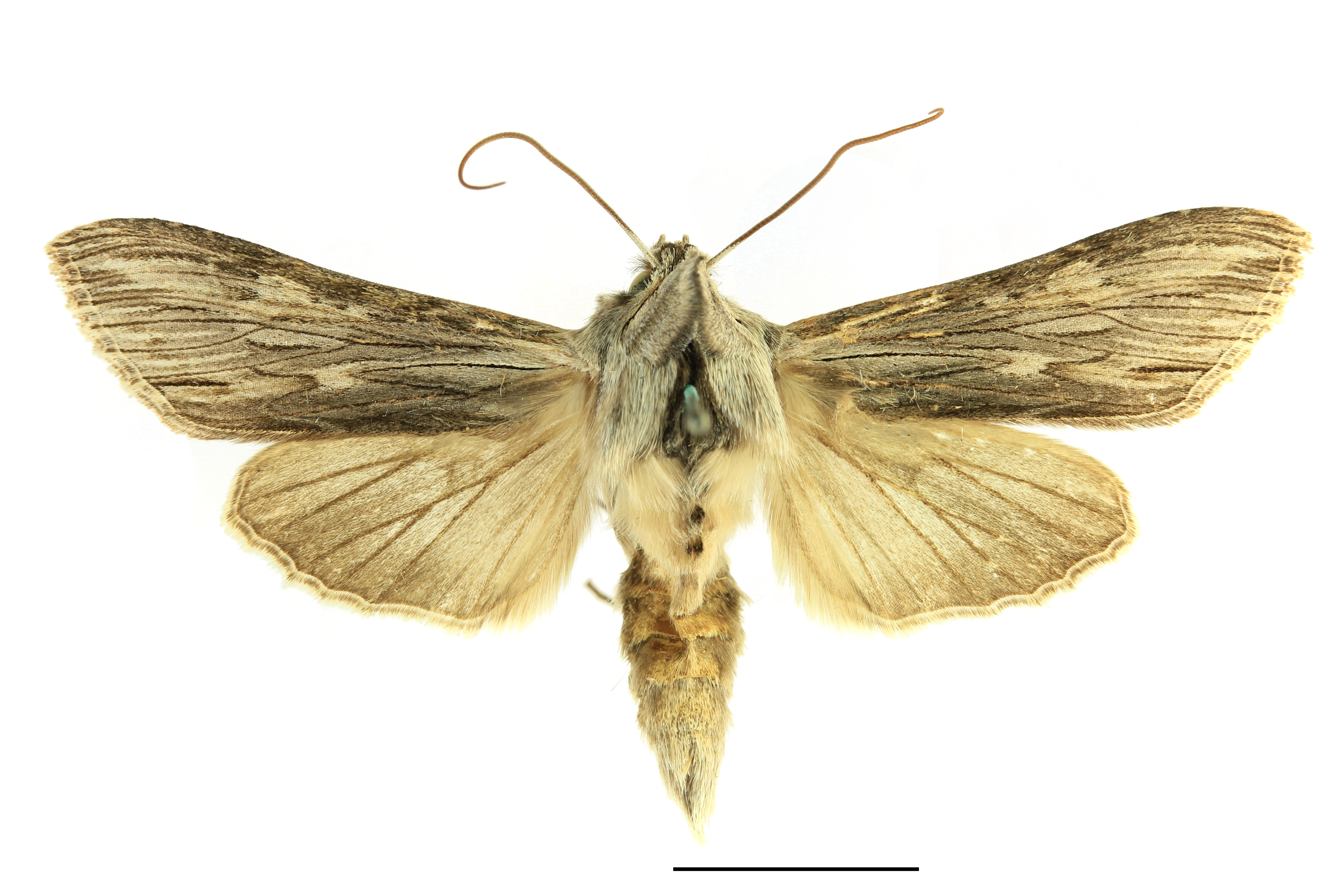
Cucullia chamomillae
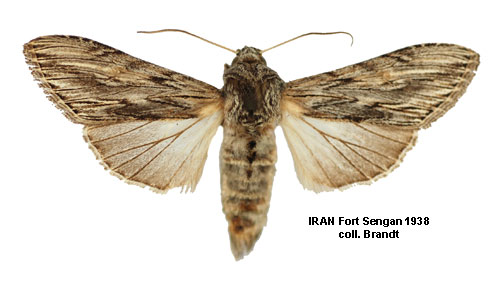
Cucullia boryphora
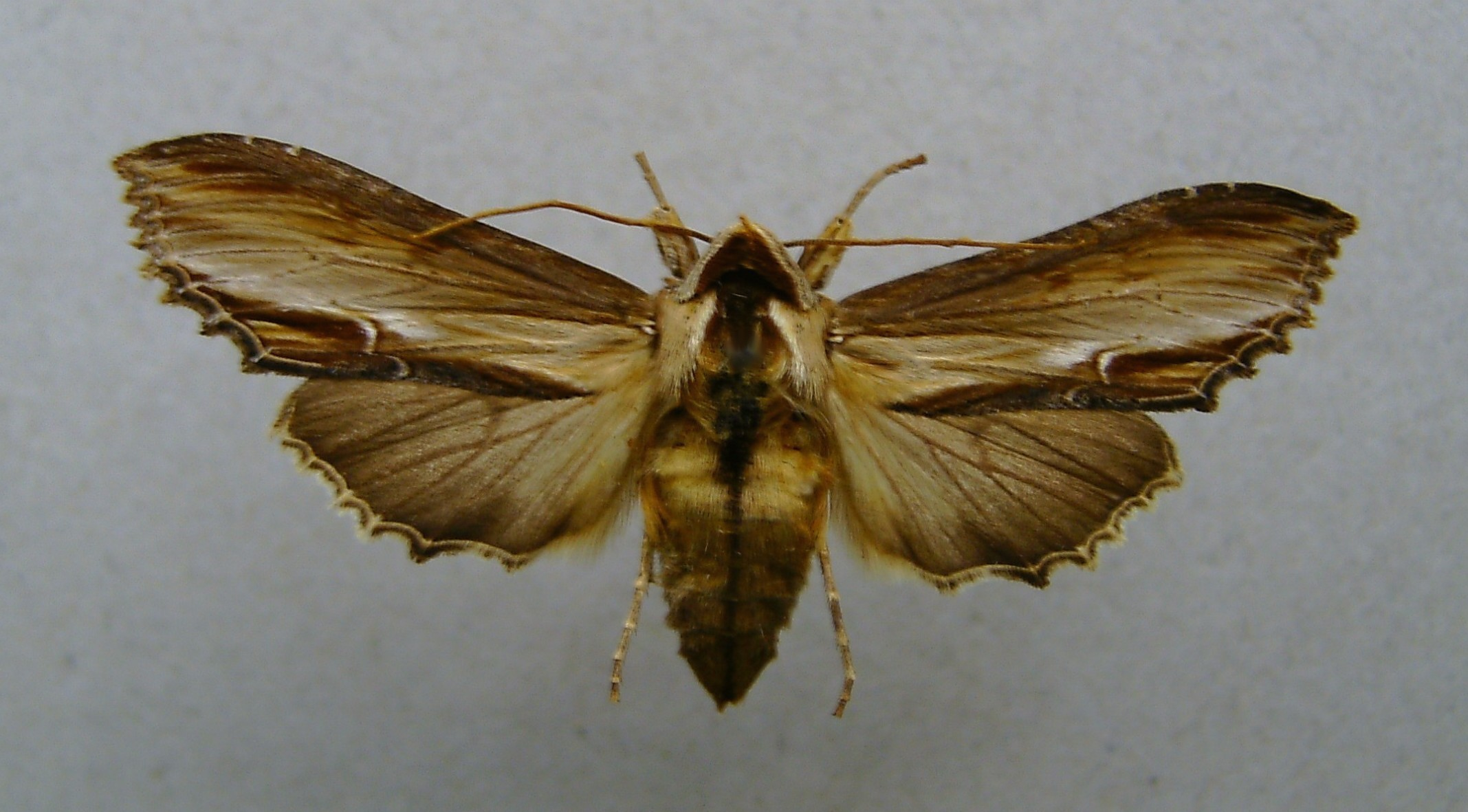
Cucullia verbasci

### Larvae

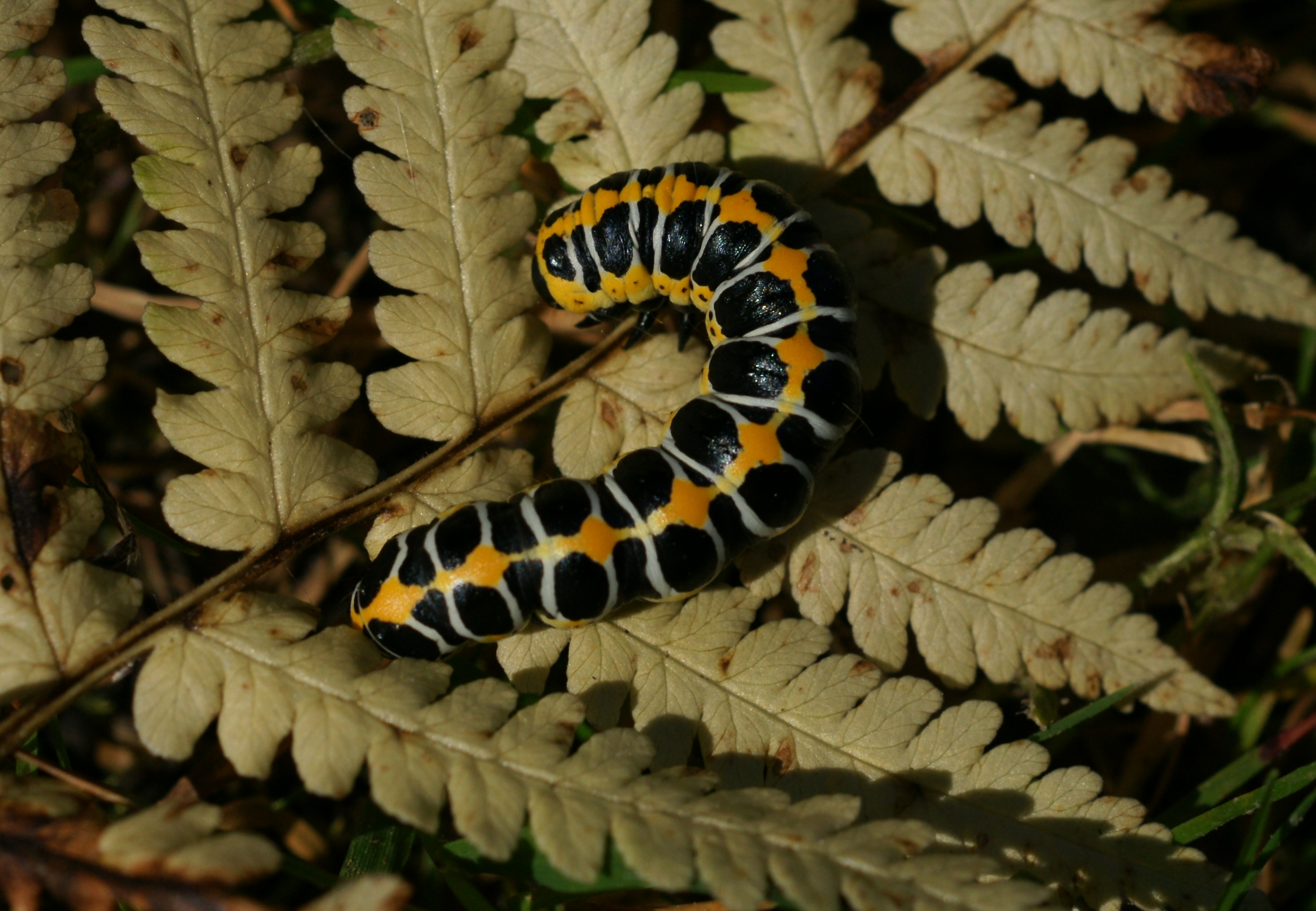
Cucullia lactucae
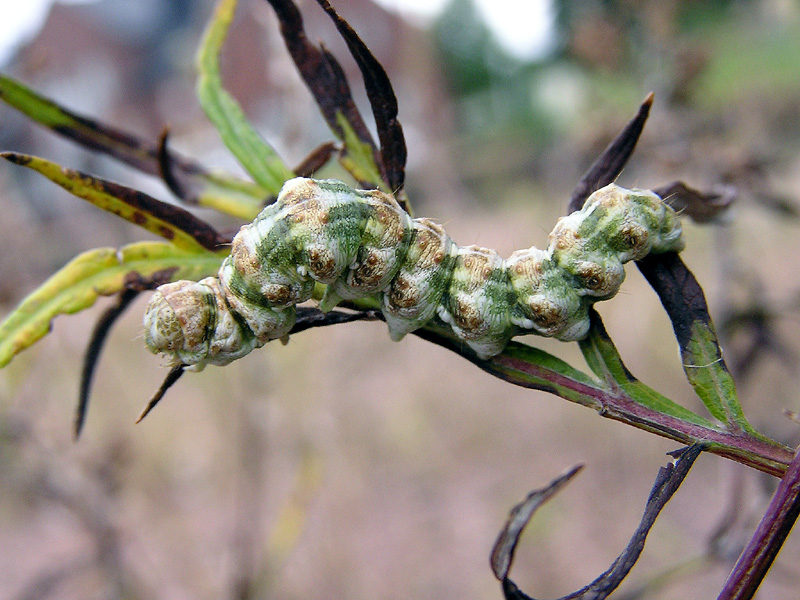
Cucullia absinthii
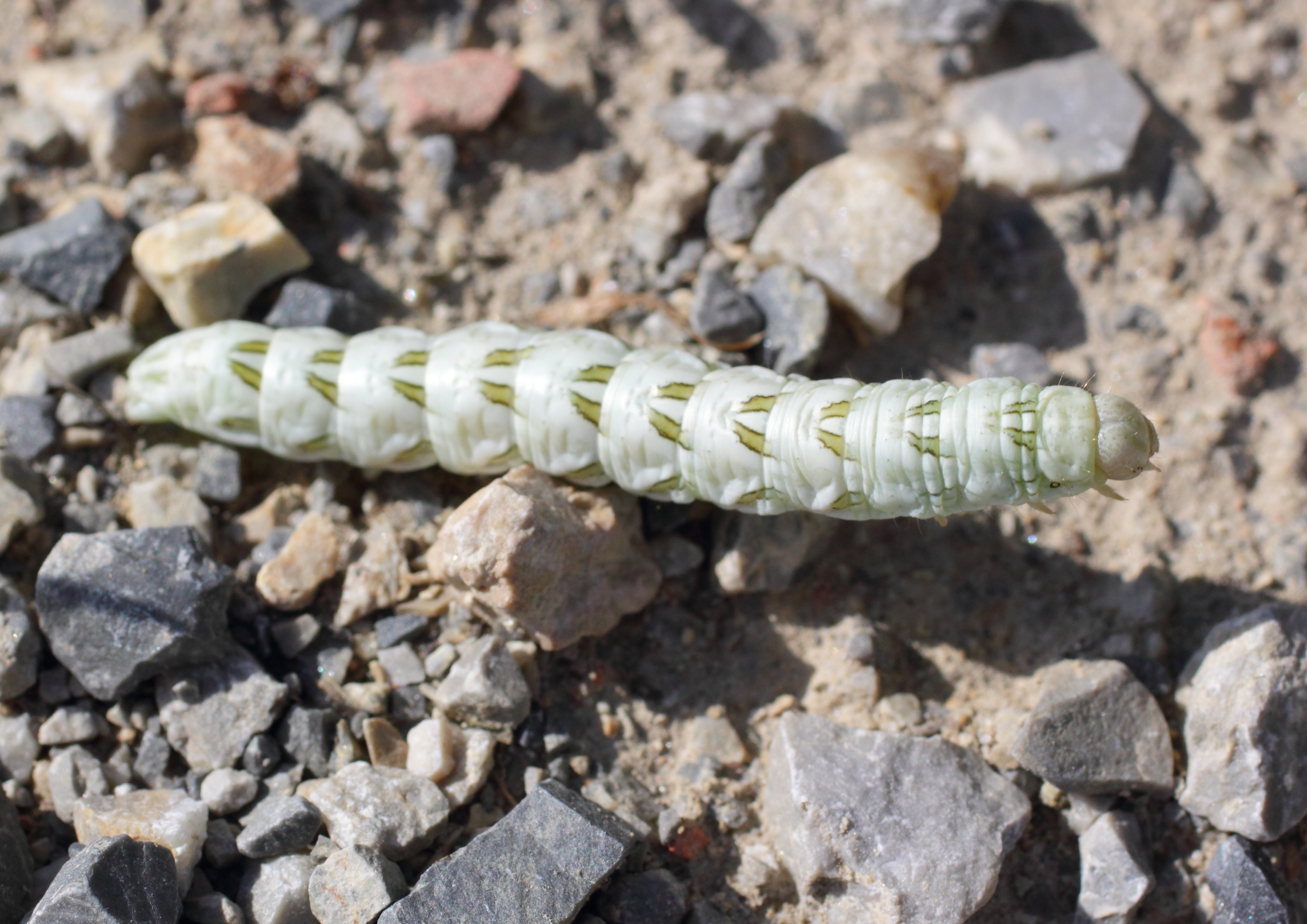
Cucullia chamomillae (white form)
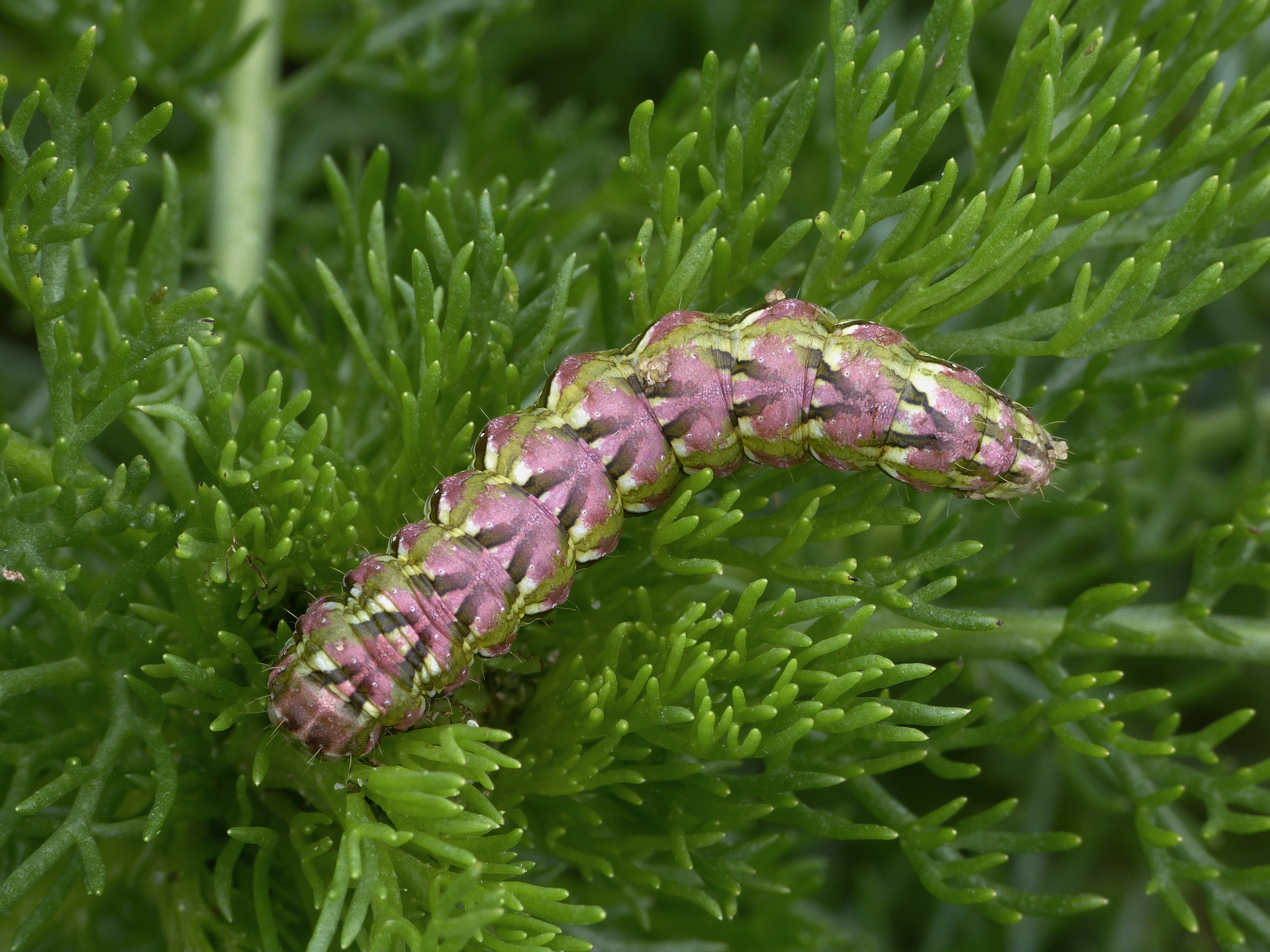
Cucullia chamomillae (red form)
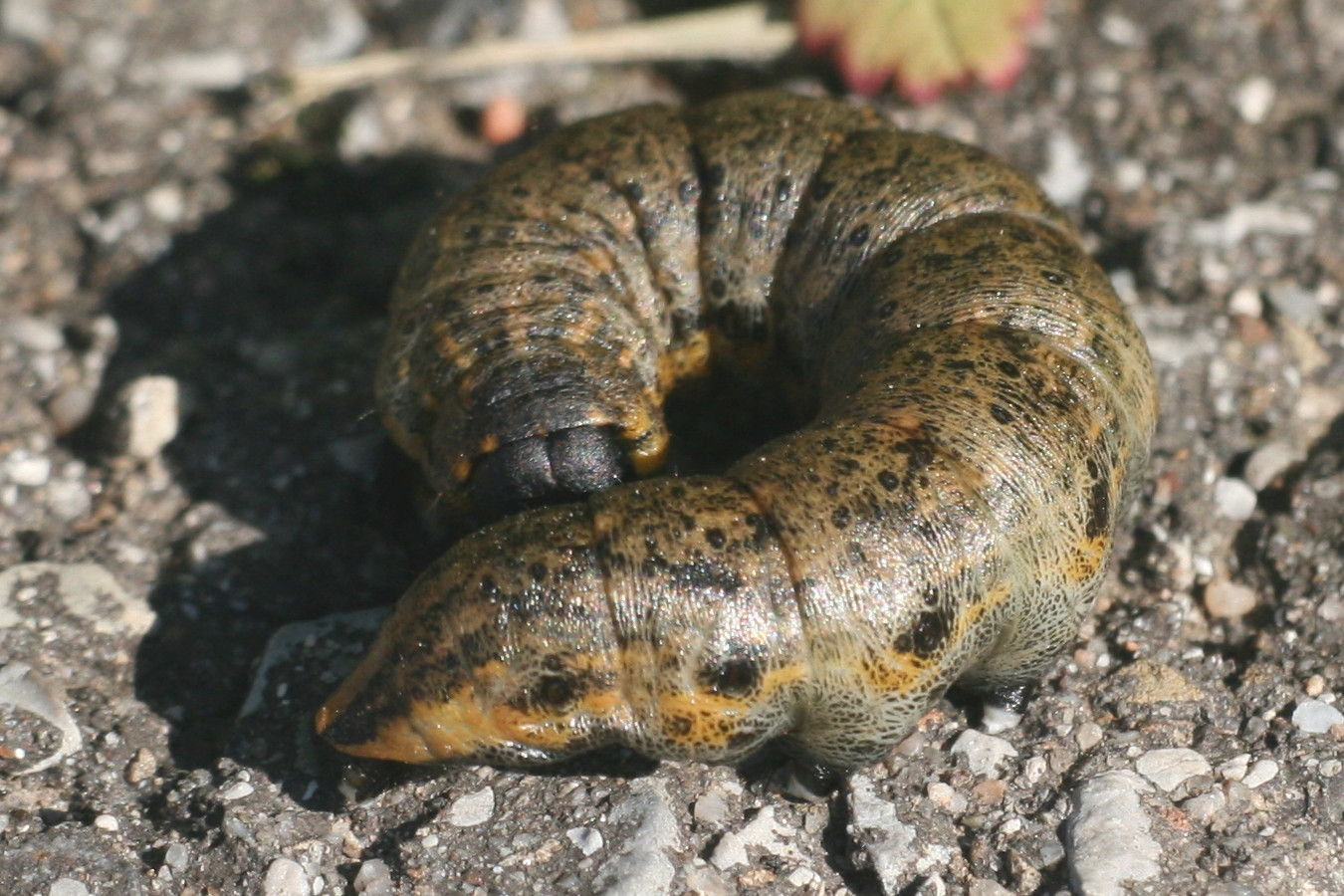
Cucullia umbratica
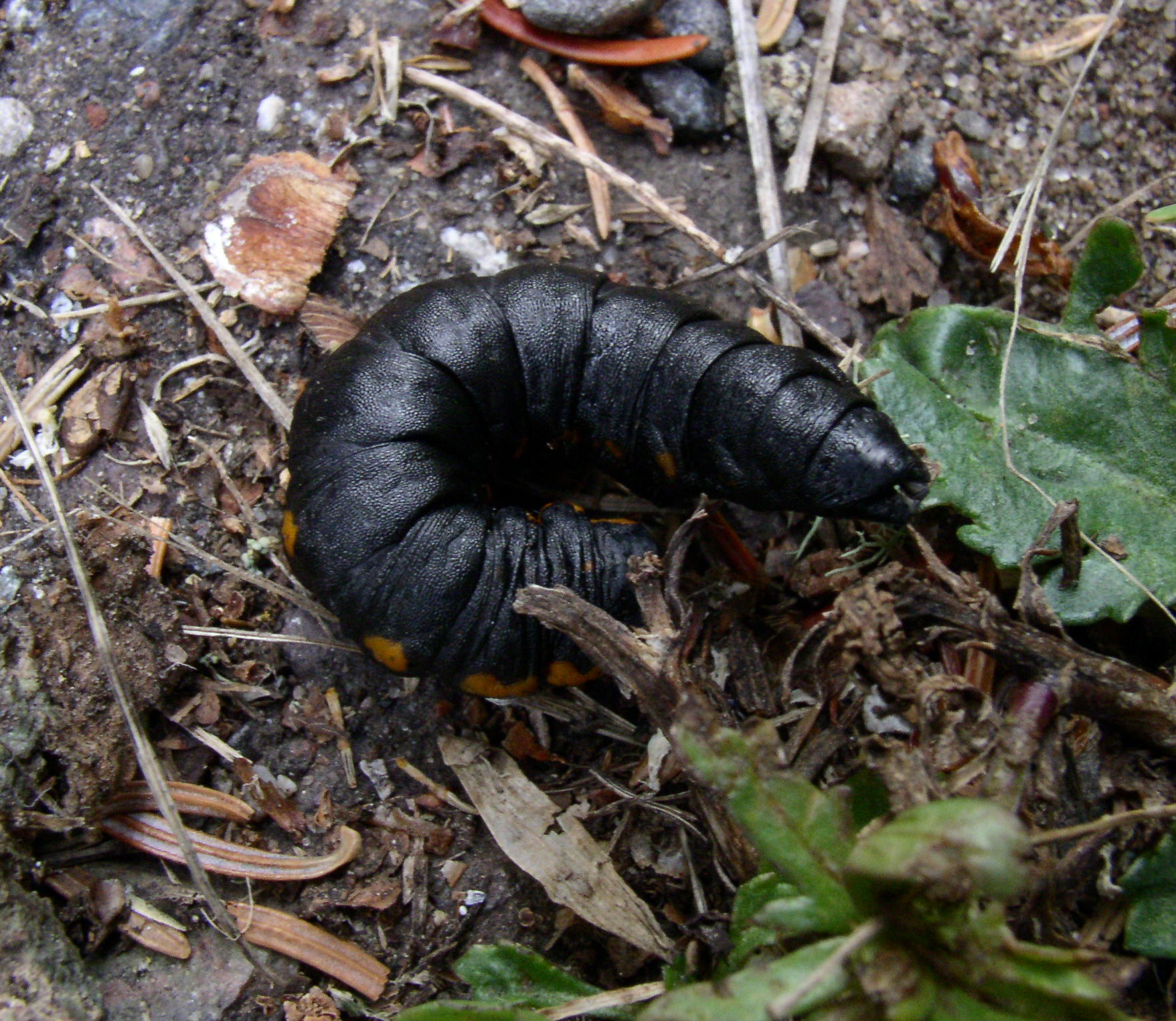
Cucullia intermedia
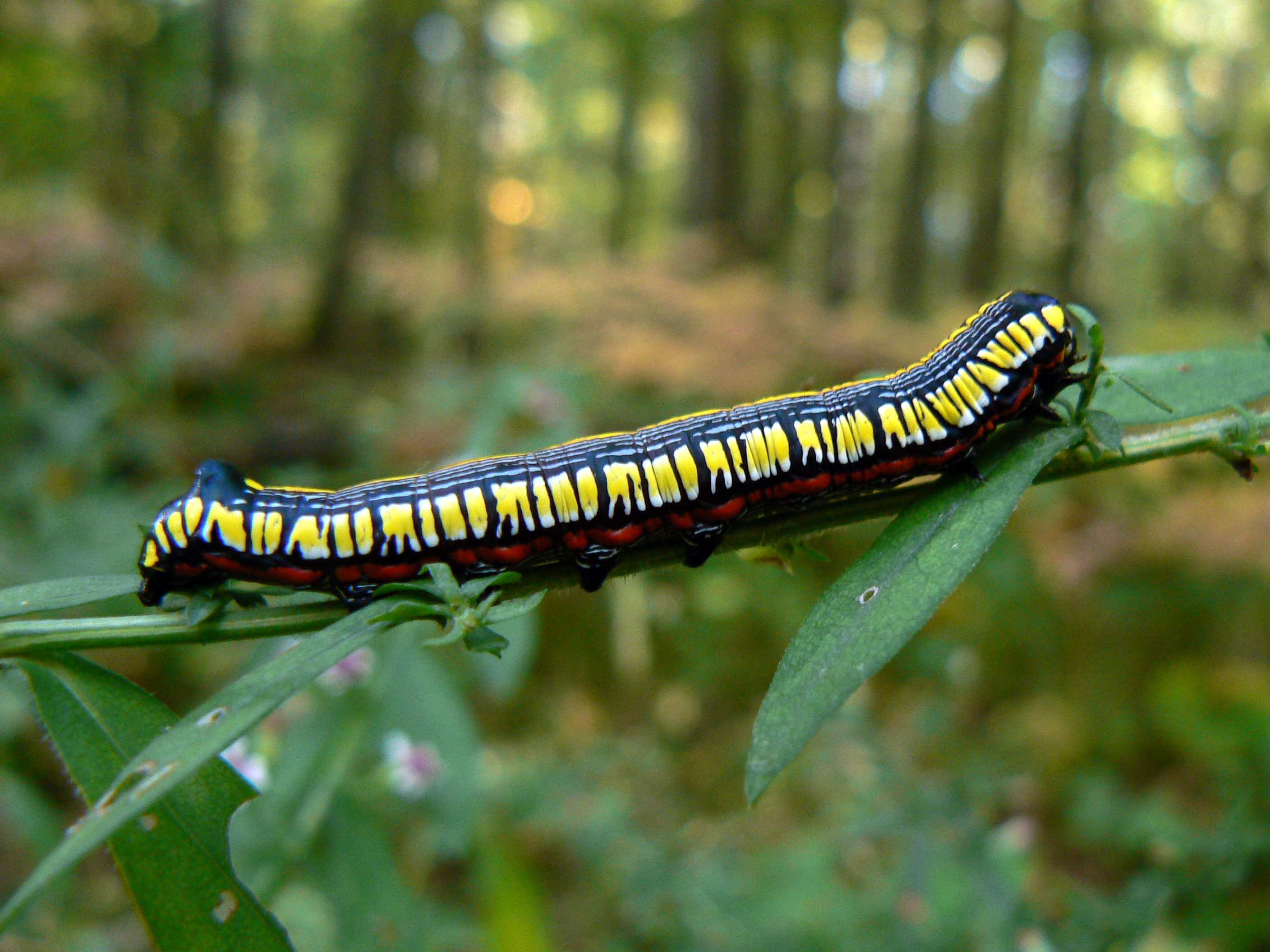
Cucullia convexipennis
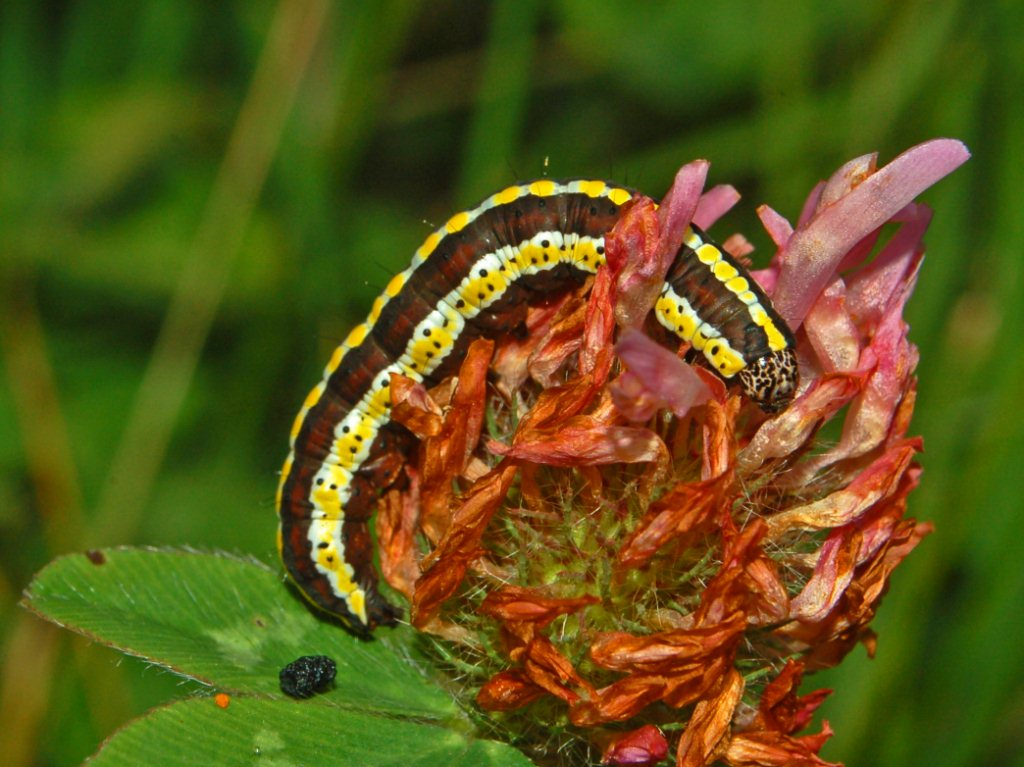
Cucullia lucifuga
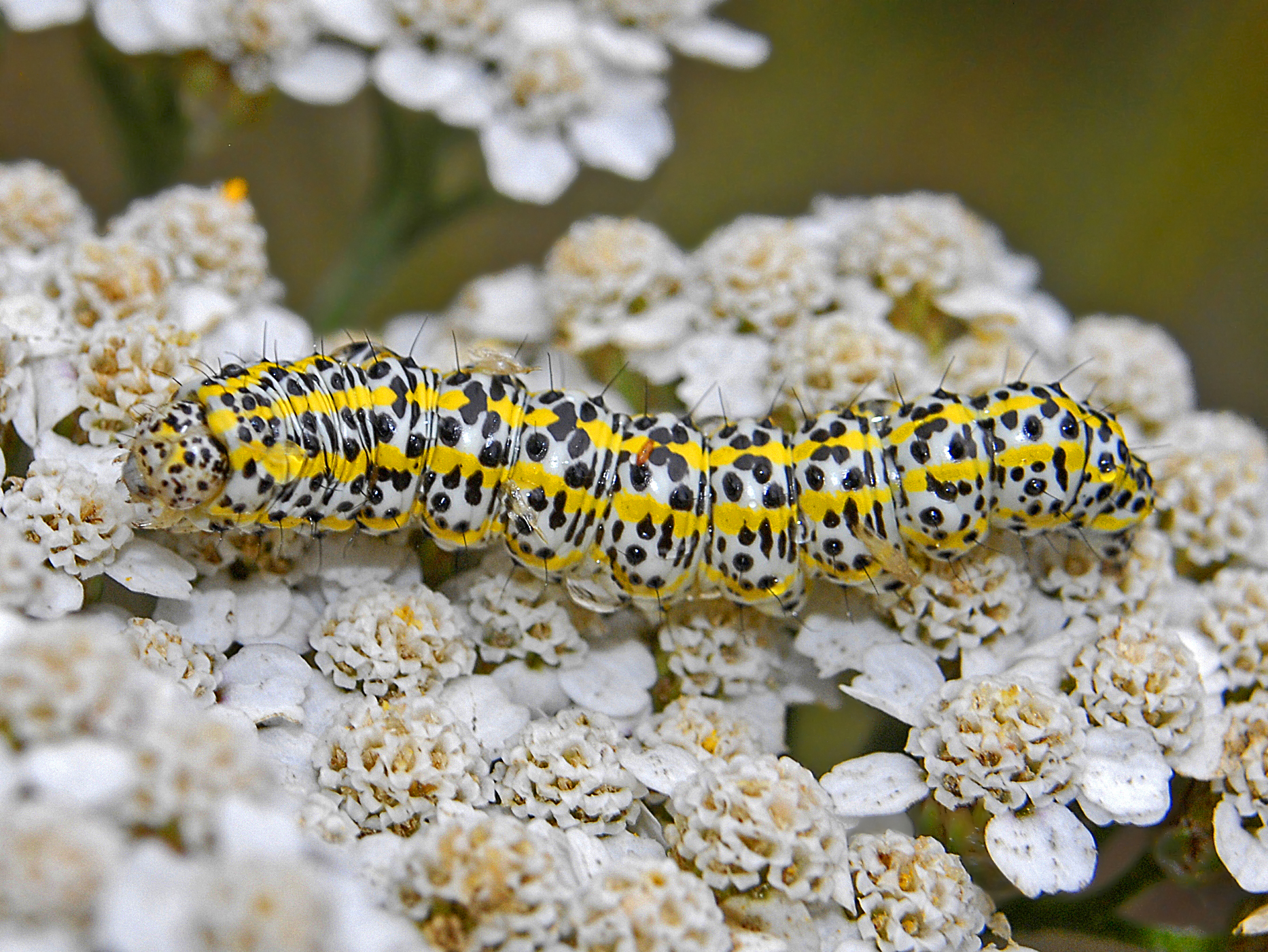
Cucullia tanaceti
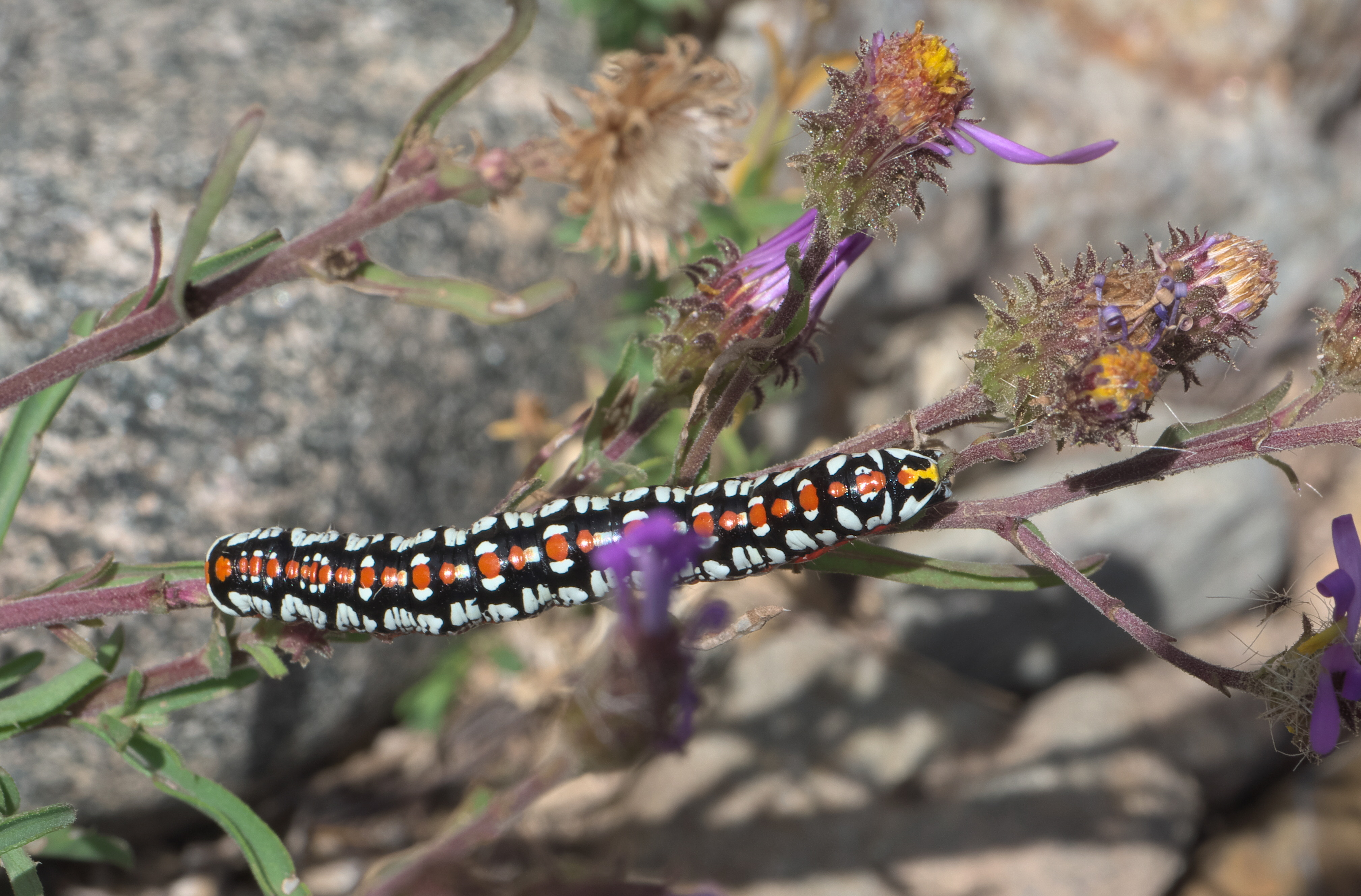
Cucullia dorsalis
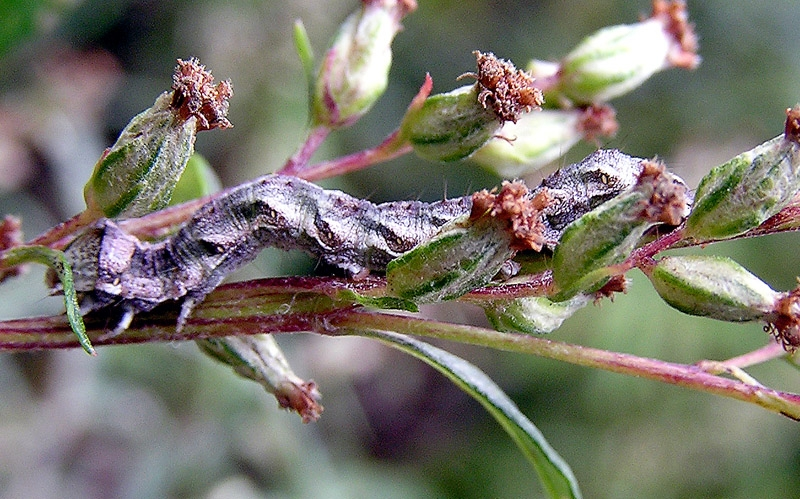
Cucullia fraudatrix
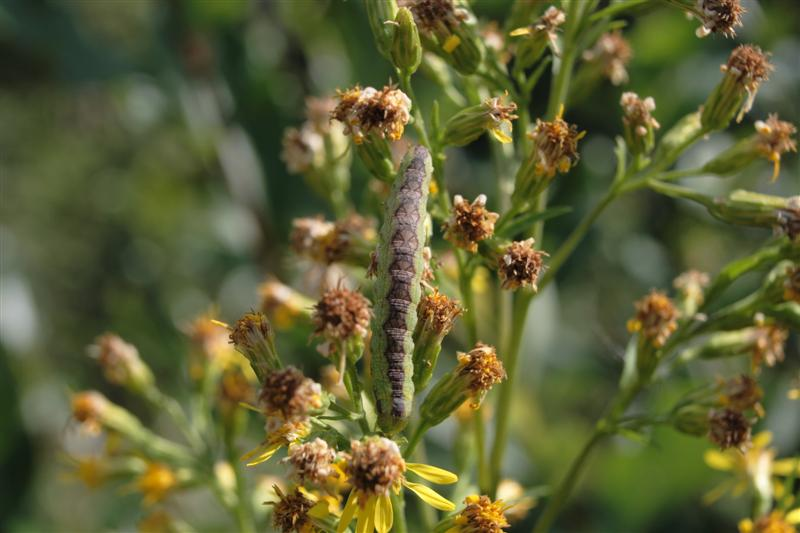
Cucullia gnaphalii
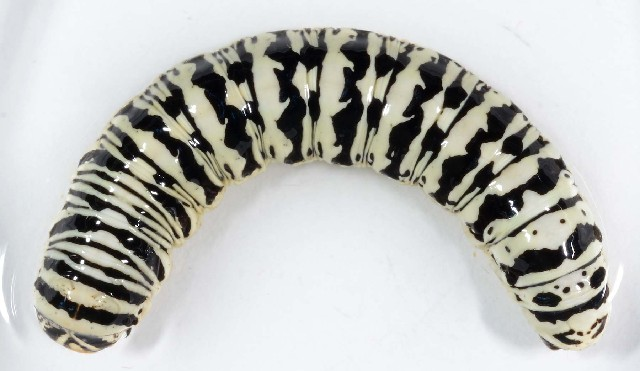
Cucullia speyeri
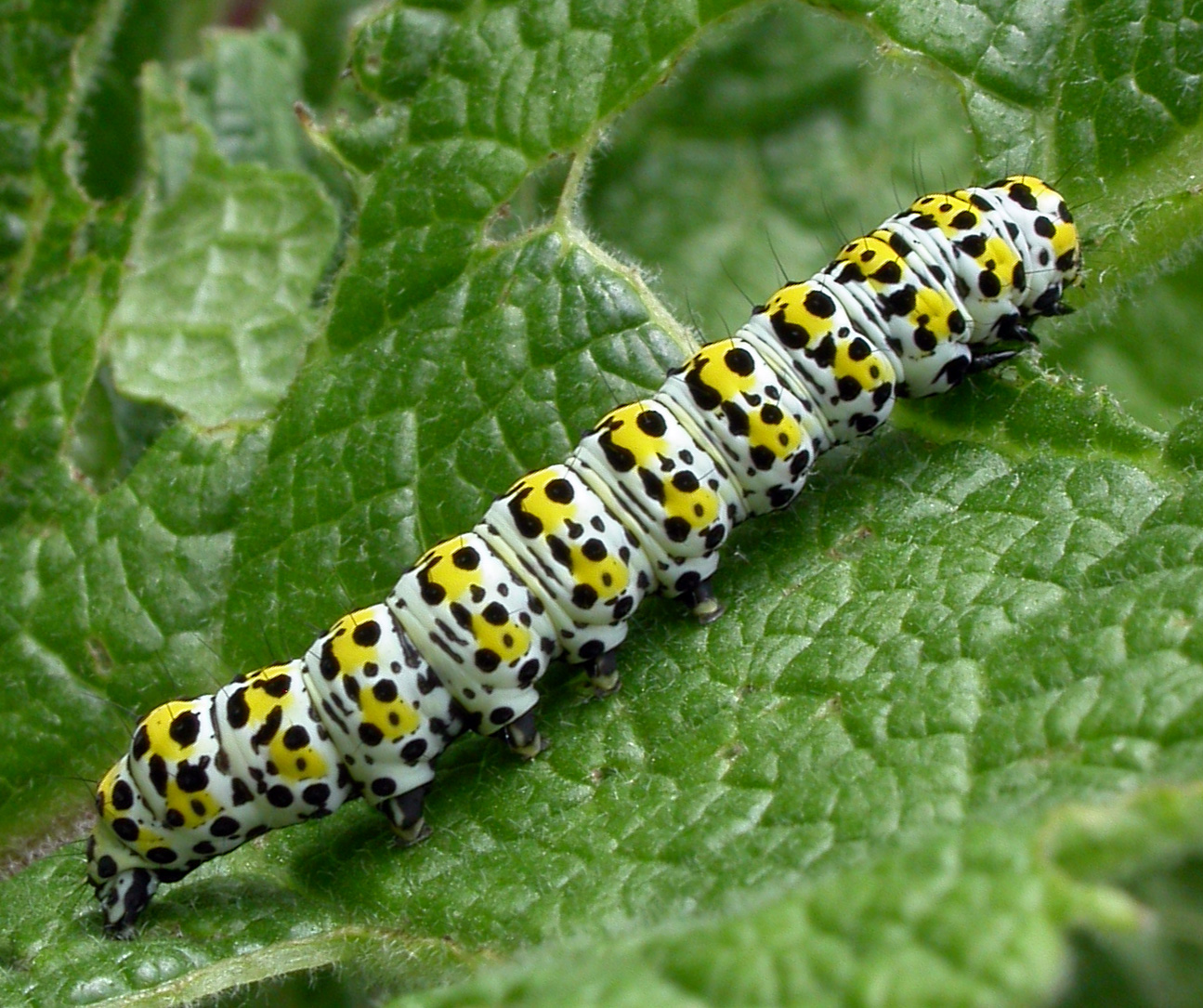
Cucullia verbasci